# Byggare (designmönster)
Byggare (från engelskans builder) är ett objektskapande designmönster. Istället för att använda flera konstruktorer använder detta designmönster ett annat objekt, en byggare, som hämtar alla initialiseringsparameter steg efter steg och returnerar sedan slutligen det skapade objektet.
Byggare bygger ofta en komposit. Designer börjar oftast med att använda fabriksmetod (mindre komplicerat, mer anpassningsbart, underklasserna mångfaldigas) och utvecklas mot abstrakt fabrik, prototyp eller byggare (mer flexibelt, mer komplext) där designern upptäcker att mer flexibilitet behövs. Ibland är skapandemönster kompletterande: Byggare kan använda en av de andra mönstren för att implementera de komponenter som byggs.

## Definition
Syftet med designmönstret är att separera konstruktionen av ett komplex objekt från dess representation. Genom att göra så kan samma konstruktionsprocess skapa olika representationer.

## Struktur
Builder
Abstrakt gränssnitt för att skapa objekt (Product).
ConcreteBuilder
Tillhandahåller implementation för Builder. Det är ett objekt som kan skapa andra objekt. Skapar och sätter ihop delar för att bygga objekten.